# Cyclarhis
Cyclarhis (peperklauwieren) is een geslacht van zangvogels uit de familie vireo's (Vireonidae).

## Soorten
Het geslacht kent de volgende soorten:
- Cyclarhis gujanensis  – Roodbrauwpeperklauwier
- Cyclarhis nigrirostris  – Zwartsnavelpeperklauwier